# راؤول إم. غونزاليس
راؤول إم. غونزاليس هو وزير وأستاذ جامعي وسياسي فلبيني، ولد في 3 ديسمبر 1930 في لا كارلوتا في الفلبين، وتوفي في 7 سبتمبر 2014 في مدينة كيزون في الفلبين بسبب متلازمة الاختلال العضوي المتعدد. نشط حزبياً في لاكاس كامبي ‏. وقد انتخب عضو مجلس النواب في الفلبين ‏.